# 龐貝藍鑽琴酒
龐貝藍鑽琴酒（英語：Bombay Sapphire，簡稱龐貝藍鑽或孟買藍寶石），目前是英国百加得集團旗下琴酒品牌，由國際釀酒集團（帝亞吉歐前身）於1987年推出市場，至1997年售予百加得。

## 名称
其名字  即“孟买蓝宝石”。印度城市孟买被用于命名，源於英屬印度時期，印度人對琴酒的喜愛，而藍寶石则是因为发现于斯里兰卡的著名的孟買之星蓝宝石。
此名称和意大利古城庞贝或者蓝色钻石无关，但有人为了迎合顾客对欧洲和钻石的喜好而牵强使用龐貝藍鑽这样的译名。至于某些中文名称中加入的“特级”则更是毫无出处。

## 圖片

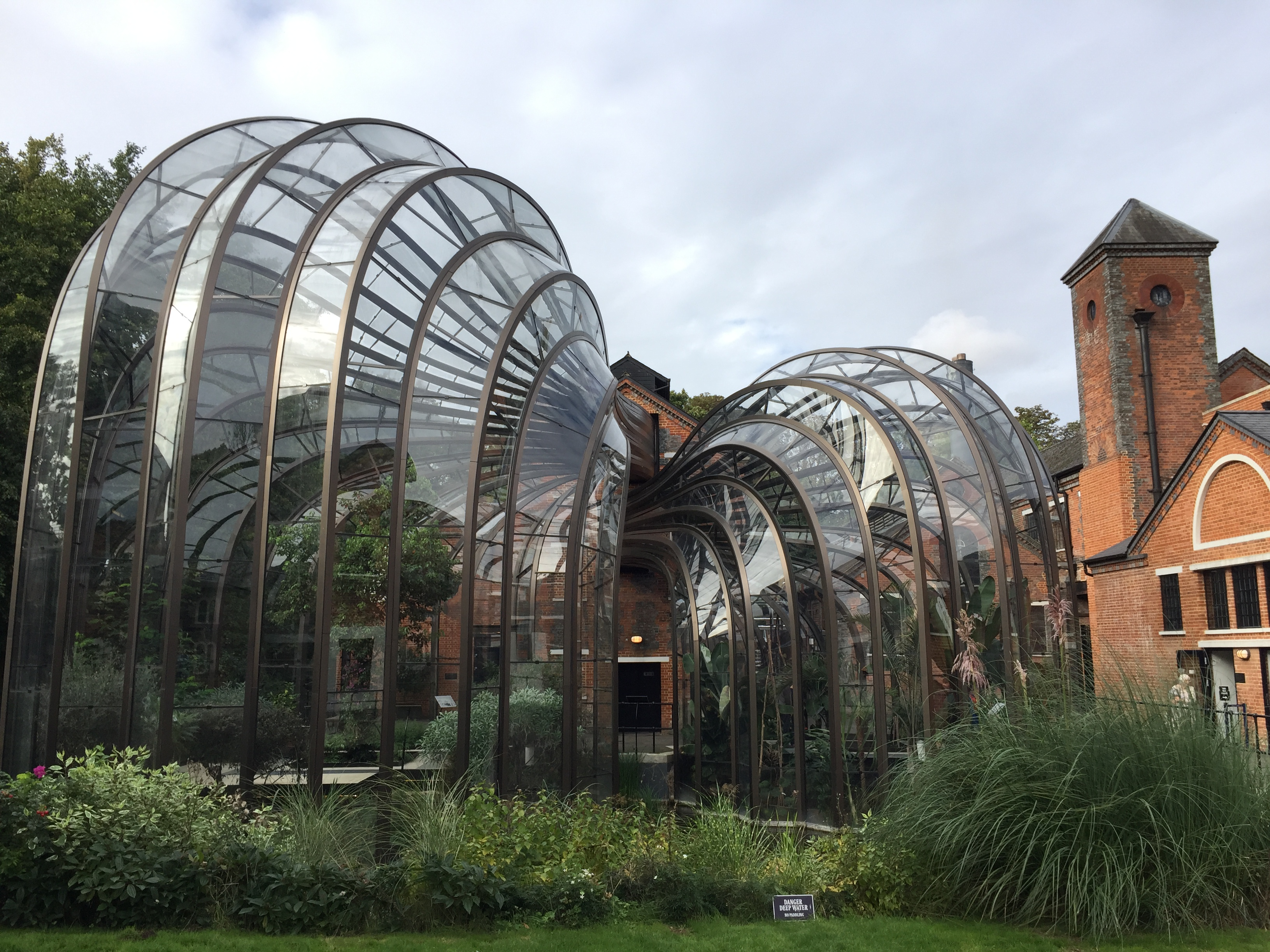
英國惠特徹奇的孟買藍寶石釀酒廠

## 外部連結
维基共享资源上的相關多媒體資源：龐貝藍鑽琴酒